# Wadim Niemkow
Wadim Niemkow, ros. Вадим Немков (ur. 20 czerwca 1992 w Biełgorodzie, Obwód biełgorodzki) – rosyjski sambista oraz zawodnik mieszanych sztuk walki (MMA). Dwukrotny mistrz Europy oraz czterokrotny mistrz Świata w sambo w kategorii do 100 kg, a także brązowy medalista mistrzostw Świata w tej samej kategorii. Od 21 sierpnia 2020 mistrz organizacji Bellator MMA w wadze półciężkiej. Zdobywca superpasa „Mistrz PFL kontra Mistrz Bellator MMA”. 

## Osiągnięcia

### Mieszane sztuki walki
- 2015: Półfinalista Rizin Fighting World Grand Prix 2015 w wadze ciężkiej
- 2020: Mistrz Bellator MMA w wadze półciężkiej[2]
- 2024: Zdobywca superpasa „Mistrz PFL kontra Mistrz Bellator”[3]

### Sambo
- 2013: Brązowy medalista mistrzostw Świata w kat. do 100 kg
- 2014: Mistrz Europy w kat. do 100 kg
- 2014: Mistrz Świata w kat. do 100 kg
- 2015: Mistrz Świata w kat. do 100 kg
- 2016: Mistrz Europy w kat. do 100 kg
- 2017: Mistrz Świata w kat. do 100 kg
- 2019: Mistrz Świata w kat. do 100 kg

## Lista walk w MMA
| Wynik     | Bilans   | Przeciwnik (bilans przed walką)  | Rozstrzygnięcie                                                  | Runda | Czas  | Rozgrywki                                                   | Data       | Miejsce          | Uwagi |
| --------- | -------- | -------------------------------- | ---------------------------------------------------------------- | ----- | ----- | ----------------------------------------------------------- | ---------- | ---------------- | --- |
| Wygrana   | 19-2 (1) | Timothy Johnson (18-10)          | Poddanie (duszenie zza pleców)                                   | 1     | 3:08  | PFL Road to Dubai Champions Series: Nurmagomedov vs. Hughes | 25.01.2025 | Dubaj            | Co-Main Event |
| Wygrana   | 18-2 (1) | Bruno Henrique Cappelozza (15-6) | Poddanie (duszenie trójkątne rękoma)                             | 2     | 2:13  | PFL vs. Bellator: CHAMPS                                    | 24.02.2024 | Rijad            | Zdobył superpas „Mistrz PFL kontra Mistrz Bellator MMA”.                                                                |
| Wygrana   | 17-2 (1) | Yoel Romero (15-6)               | Decyzja (jednogłośna)                                            | 5     | 5:00  | Bellator 297                                                | 16.06.2023 | Chicago          | Obronił pas mistrzowski Bellator MMA w wadze półciężkiej. Main Event                                                    |
| Wygrana   | 16-2 (1) | Corey Anderson (16-5. 1 NC)      | Decyzja (jednogłośna)                                            | 5     | 5:00  | Bellator 288                                                | 18.11.2022 | Chicago          | Finał Grand Prix w wadze półciężkiej Bellator MMA. Obronił pas mistrzowski Bellator MMA w wadze półciężkiej. Main Event |
| Nieodbyta | 15-2 (1) | Corey Anderson (16-5)            | No contest (przypadkowe zderzenie głowami)                       | 3     | 4:53  | Bellator 277                                                | 15.04.2022 | San Jose         | Obronił pas mistrzowski Bellator MMA w wadze półciężkiej. Finał Bellator Grand Prix wagi półciężkiej. Co-Main Event     |
| Wygrana   | 15-2     | Julius Anglickas (10-1)          | Poddanie (kimura)                                                | 4     | 4:25  | Bellator 268                                                | 16.10.2021 | Phoenix          | Obronił pas mistrzowski Bellator MMA w wadze półciężkiej. Półfinał Bellator Grand Prix wagi półciężkiej. Main Event     |
| Wygrana   | 14-2     | Phil Davis (22-5)                | Decyzja (jednogłośna)                                            | 5     | 5:00  | Bellator 257                                                | 16.04.2021 | Uncasville       | Obronił pas mistrzowski Bellator MMA w wadze półciężkiej. Ćwierćfinał Bellator Grand Prix wagi półciężkiej. Main Event  |
| Wygrana   | 13-2     | Ryan Bader (27-5)                | TKO (wysokie kopnięcie na głowę oraz ciosy pięściami w parterze) | 2     | 3:04  | Bellator 244                                                | 21.08.2020 | Uncasville       | Zdobył pas mistrzowski Bellator MMA w wadze półciężkiej. Main Event                                                     |
| Wygrana   | 12-2     | Rafael Carvalho (16-3)           | Poddanie (duszenie zza pleców)                                   | 2     | 3:56  | Bellator 230                                                | 12.10.2019 | Mediolan         | |
| Wygrana   | 11-2     | Phil Davis (19-4)                | Decyzja (niejednogłośna)                                         | 3     | 5:00  | Bellator 209                                                | 15.11.2018 | Tel Awiw-Jafa    | |
| Wygrana   | 10-2     | Liam McGeary (12-2)              | TKO (kopnięcia)                                                  | 3     | 4:02  | Bellator 194                                                | 16.02.2018 | Uncasville       | |
| Wygrana   | 9-2      | Philipe Lins (10-2)              | KO (ciosy pięściami)                                             | 1     | 3:03  | Bellator 182                                                | 25.08.2017 | Verona           | Debiut w Bellator MMA.                                                                                                  |
| Wygrana   | 8-2      | Alison Vicente (18-14)           | TKO (ciosy)                                                      | 1     | 0:55  | RIZIN Fighting World Grand Prix 2016: 2nd Round             | 29.12.2016 | Saitama          | Walka rezerwowa RIZIN Fighting World Grand Prix 2016 w wadze ciężkiej.                                                  |
| Wygrana   | 7-2      | Mikołaj Różanski (4-1)           | TKO (ciosy)                                                      | 1     | 3:39  | Fight Nights Global 50: Emelianenko vs Maldonado            | 17.06.2016 | Sankt Petersburg | |
| Przegrana | 6-2      | Karl Albrektsson (4-0)           | Decyzja (niejednogłośna)                                         | 3     | 5:00  | Rizin FF 1: Fujita vs Prochazka                             | 17.06.2016 | Nagoja           | Powrót do wagi półciężkiej.                                                                                             |
| Przegrana | 6-1      | Jiří Procházka (15-2-1)          | TKO (niezdolność do dalszej walki)                               | 1     | 10:00 | Rizin FF: Iza no Mai                                        | 31.12.2015 | Saitama          | Półfinał RIZIN Fighting World Grand Prix 2015 w wadze ciężkiej.                                                         |
| Wygrana   | 6-0      | Goran Reljić (15-5)              | KO (ciosy pięściami)                                             | 1     | 2:58  | Rizin FF: Saraba no Utage                                   | 29.12.2015 | Saitama          | Ćwierćfinał RIZIN Fighting World Grand Prix 2015 w wadze ciężkiej.                                                      |
| Wygrana   | 5-0      | Joaquim Ferreira (19-9)          | KO (ciosy)                                                       | 1     | 0:22  | S-70: Plotforma Cup 2015                                    | 29.08.2015 | Soczi            | |
| Wygrana   | 4-0      | Isidor Bunea (0-0)               | TKO (poddanie po ciosach)                                        | 1     | 1:00  | Steel Battle 2                                              | 24.04.2015 | Stary Oskoł      | |
| Wygrana   | 3-0      | Michał Gutowski (6-3)            | TKO (ciosy)                                                      | 1     | 4:32  | Liberation Cup 2013                                         | 05.08.2013 | Stary Oskoł      | |
| Wygrana   | 2-0      | Andrei Trufaikin (0-2)           | TKO (ciosy)                                                      | 1     | 2:29  | Radmer Cup 4                                                | 27.06.2013 | Sterlitamak      | |
| Wygrana   | 1-0      | Magomed Datsiev (0-0)            | TKO (ciosy pięściami w parterze)                                 | ?     | ?     | Way Of The Warrior 3                                        | 31.05.2013 | Tambow           | |